# Saint-Cyprien (Loire)
Saint-Cyprien is een gemeente in het Franse departement Loire (regio Auvergne-Rhône-Alpes). De plaats maakt deel uit van het arrondissement Montbrison. Saint-Cyprien telde op 1 januari 2022 2.428 inwoners.

## Geografie
De oppervlakte van Saint-Cyprien bedroeg op 1 januari 2022 7,28 vierkante kilometer; de bevolkingsdichtheid was toen 333,5 inwoners per km². De gemeente ligt op de linkeroever van de Loire tegenover Andrézieux-Bouthéon.

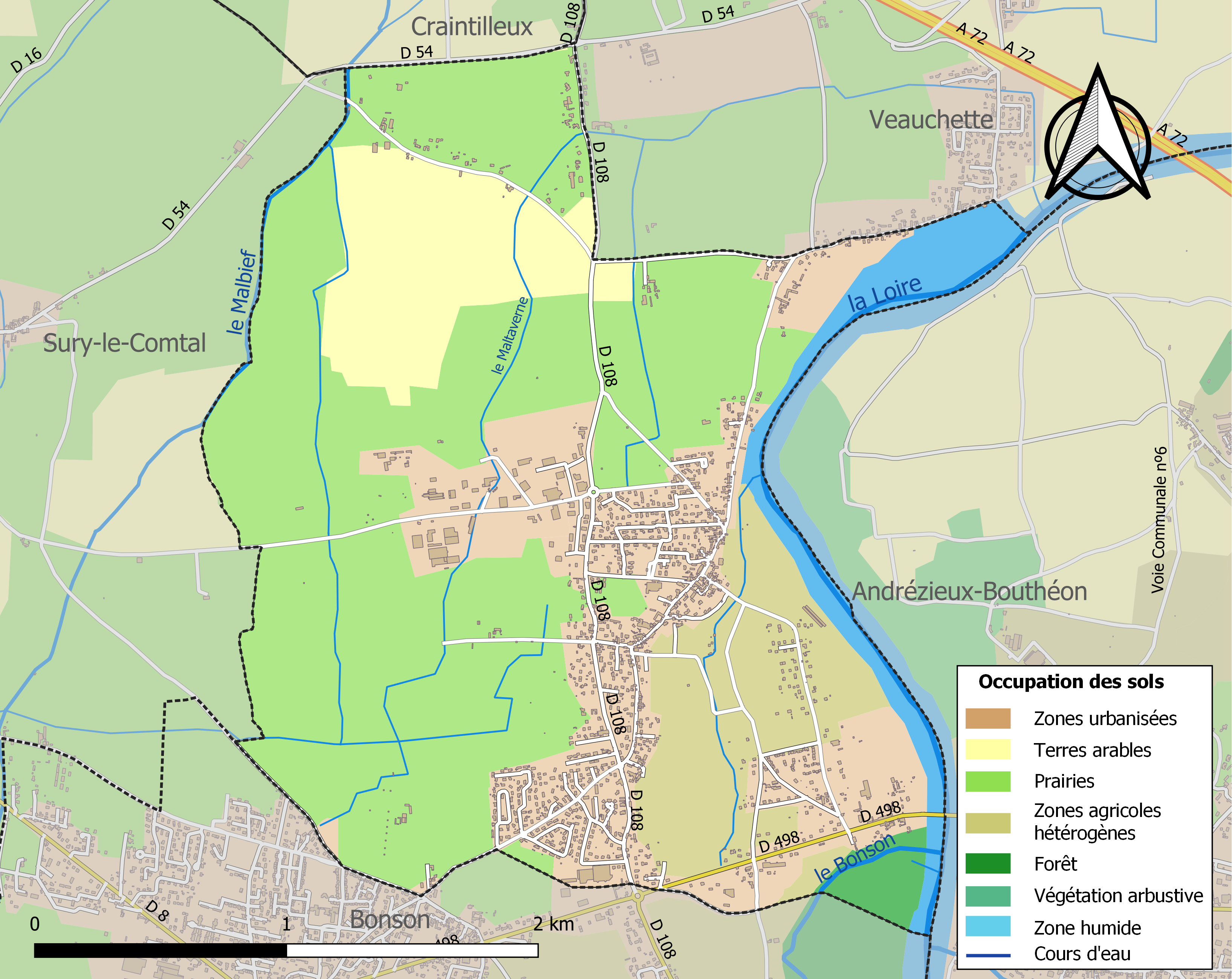
Kaart van de gemeente met de belangrijkste infrastructuur, bodemgebruik en omliggende gemeenten

## Demografie
Onderstaande figuur toont het verloop van het inwonertal (bron: INSEE-tellingen).

## Geschiedenis
Tot 1823 had de gemeente grondgebied aan beide oevers van de Loire. Toen werd Andrézieux afgesplitst van Saint-Cyprien en aangehecht bij Bouthéon aan de overkant van de Loire.